# Claire Adams
Claire Adams, de son vrai nom Beryl Vere Nassau Adams, née le 24 septembre 1898 à Winnipeg (Manitoba), et morte le 25 septembre 1978 à Melbourne (Australie), est une actrice canadienne.

## Biographie

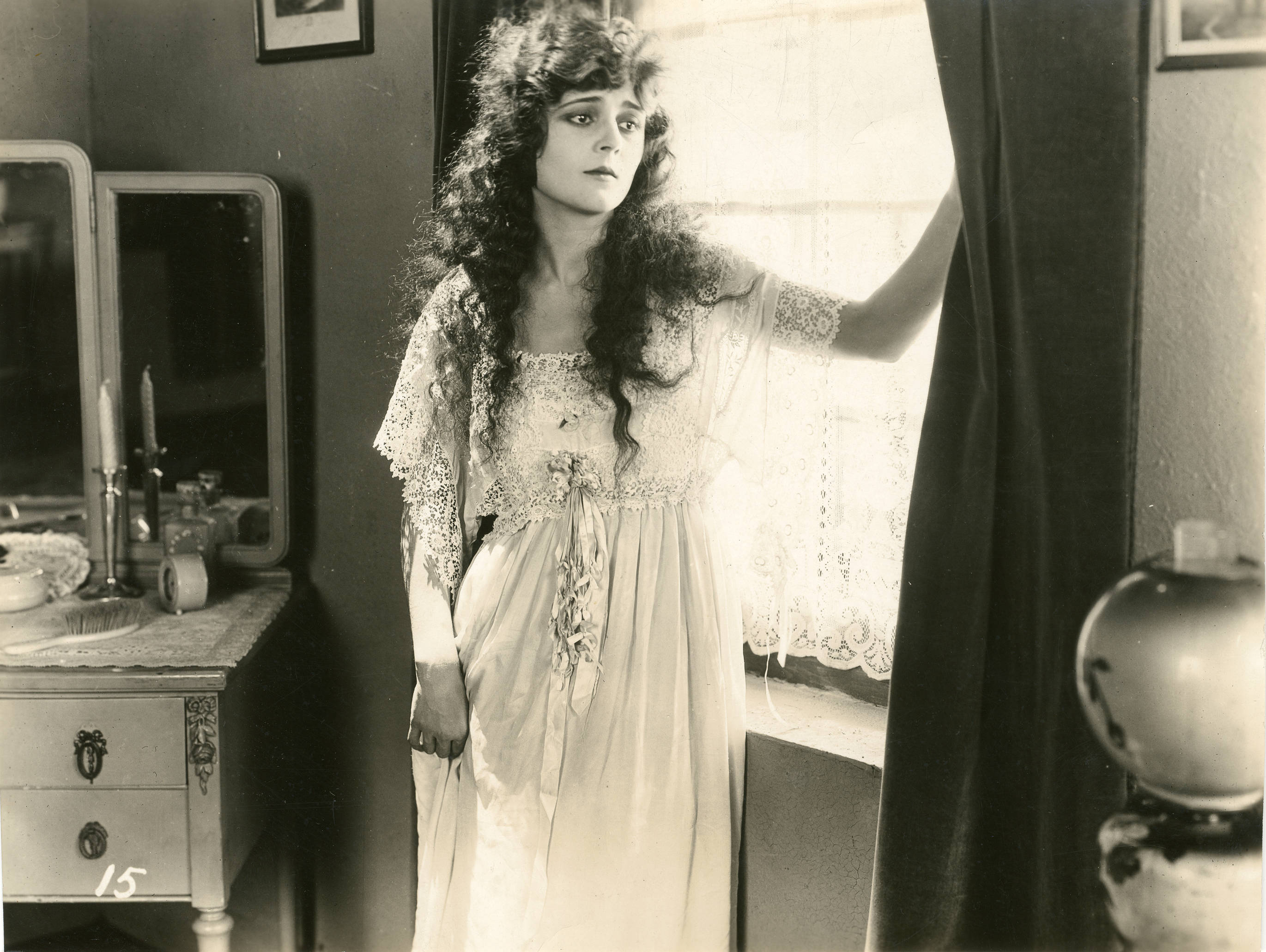
Claire Adams en 1922.

Née à Winnipeg, Beryl Adams se forme au Canada et en Angleterre où elle étudie l'art dramatique. Elle tourne un certain nombre de courts métrages pour Edison en 1912/1913 sous le nom de Clara Adams. Pendant la Guerre elle s'engage comme infirmière, puis regagne le Canada, et de là Hollywood pour reprendre sa carrière dans le cinéma.
Elle tourne plusieurs films, comme Heart's Haven (1921) pour le producteur et réalisateur Benjamin B. Hampton qu'elle épouse en 1924. Mais elle tourne également avec des stars comme Lon Chaney, dont elle réalise le buste dans Satan (1920), Wallace Beery dans The Devil's Cargo (Le Cargo Infernal) (1925), et John Gilbert (elle est sa première fiancée dans The Big Parade en 1925). Elle tourne aussi dans de nombreux westerns d'après Zane Grey.
Claire Adams se retire après la mort de Hampton et l'arrivée du cinéma parlant, et passe le reste de sa vie en Australie.

## Filmographie
- 1912 : A Heroic Rescue
- 1912 : Curing the Office Boy
- 1912 : Eddie's Exploit
- 1912 : Kitty's Holdup
- 1912 : Apple Pies
- 1912 : An Intelligent Camera
- 1912 : The Artist's Joke
- 1912 : Revenge Is Sweet
- 1912 : Kitty at Boarding School
- 1913 : Bragg's New Suit
- 1913 : The Office Boy's Birthday
- 1913 : Aunt Elsa's Visit
- 1913 : A Shower of Slippers
- 1913 : Boy Wanted
- 1913 : The Widow's Suitors
- 1917 : Chris and His Wonderful Lamp (en) d'Alan Crosland : Betty
- 1917 : Your Obedient Servant
- 1917 : Faint Heart and Fair Lady
- 1917 : Nutty Knitters
- 1918 : The Man-Eater
- 1918 : Adam and Some Eves
- 1918 : The Spirit of the Red Cross : Ethel
- 1919 : The End of the Road : Mary Lee
- 1919 : Speedy Meade : Alice Hall
- 1919 : A Misfit Earl : Phyllis Burton
- 1919 : The Invisible Bond : Leila Templeton
- 1920 : The Key to Power : Ann Blair
- 1920 : Le Veau d'or (The Money Changers), de Jack Conway : Lucy Hegan
- 1920 : The White Dove, de Henry King : Ella De Fries
- 1920 : Riders of the Dawn (en) de Jack Conway : Lenore Anderson
- 1920 : Satan (The Penalty), de Wallace Worsley : Barbara
- 1920 : The Dwelling Place of Light, de Jack Conway : Janet Butler
- 1920 : The Great Lover (film, 1920) : Ethel
- 1921 : The Spenders : Avice Milbrey
- 1921 : Le Carnet rouge (The Killer) de Jack Conway et Howard Hickman : Ruth Emory
- 1921 : Black Beauty
- 1921 : The Lure of Egypt : Margaret Lampton
- 1921 : A Certain Rich Man : Molly Culpepper
- 1921 : Man of the Forest : Helen Raynor
- 1921 : The Mysterious Rider : Columbine
- 1922 : The Gray Dawn : Nan Bennett
- 1922 : When Romance Rides : Lucy Bostil
- 1922 : Golden Dreams : Mercedes McDonald
- 1922 : Centaure (Just Tony) de Lynn Reynolds : Marianne Jordan
- 1922 : Heart's Haven : Vivian Breed
- 1922 : Do and Dare : Juanita Sánchez
- 1923 : Brass Commandments de Lynn Reynolds : Ellen Bosworth
- 1923 : The Scarlet Car : Beatrice Forbes
- 1923 : Stepping Fast : Helen Durant
- 1923 : Where the North Begins, de Chester M. Franklin : Felice McTavish
- 1923 : Legally Dead : Minnie O'Reilly
- 1923 : The Clean-Up : Phyllis Andrews
- 1924 : Daddies : Bobette Audrey
- 1924 : The Night Hawk : Clia Milton
- 1924 : Missing Daughters : Claire Mathers
- 1924 : Une biche et quarante chevaux (The Girl in the Limousine), de Larry Semon et Noel M. Smith : La jeune fille
- 1924 : Honor Among Men : Patricia Carson
- 1924 : Oh, You Tony! : Betty Faine
- 1924 : Helen's Babies : Helen Lawrence
- 1924 : The Painted Flapper : Eunice Whitney
- 1924 : The Fast Set : Fay Colleen
- 1924 : The Brass Bowl (en) de Jerome Storm : Sylvia
- 1925 : Le Cargo infernal (The Devil's Cargo) de Victor Fleming : Martha Joyce
- 1925 : Men and Women : Agnes Prescott
- 1925 : The Kiss Barrier : Marion Weston
- 1925 : Le Séducteur de Roy William Neill
- 1925 : Souls For Sables de James C. McKay
- 1925 : La Chance d'un joueur (The Wheel) de Victor Schertzinger : Kate O'Hara
- 1925 : La Grande Parade (The Big Parade), de King Vidor : Justyn Reed
- 1926 : La Danseuse Saina (Yellow Fingers) d'Emmett J. Flynn : Nona Deering
- 1926 : The Combat
- 1926 : The Sea Wolf : Maud Brewster
- 1927 : The Lunatic
- 1927 : Married Alive : Viola Helmesley Duxbury
- 1927 : Combat : Wanda (his ward)
- 1934 : What a Mother-in-Law! : Frances